# Biserica de lemn din Moreni

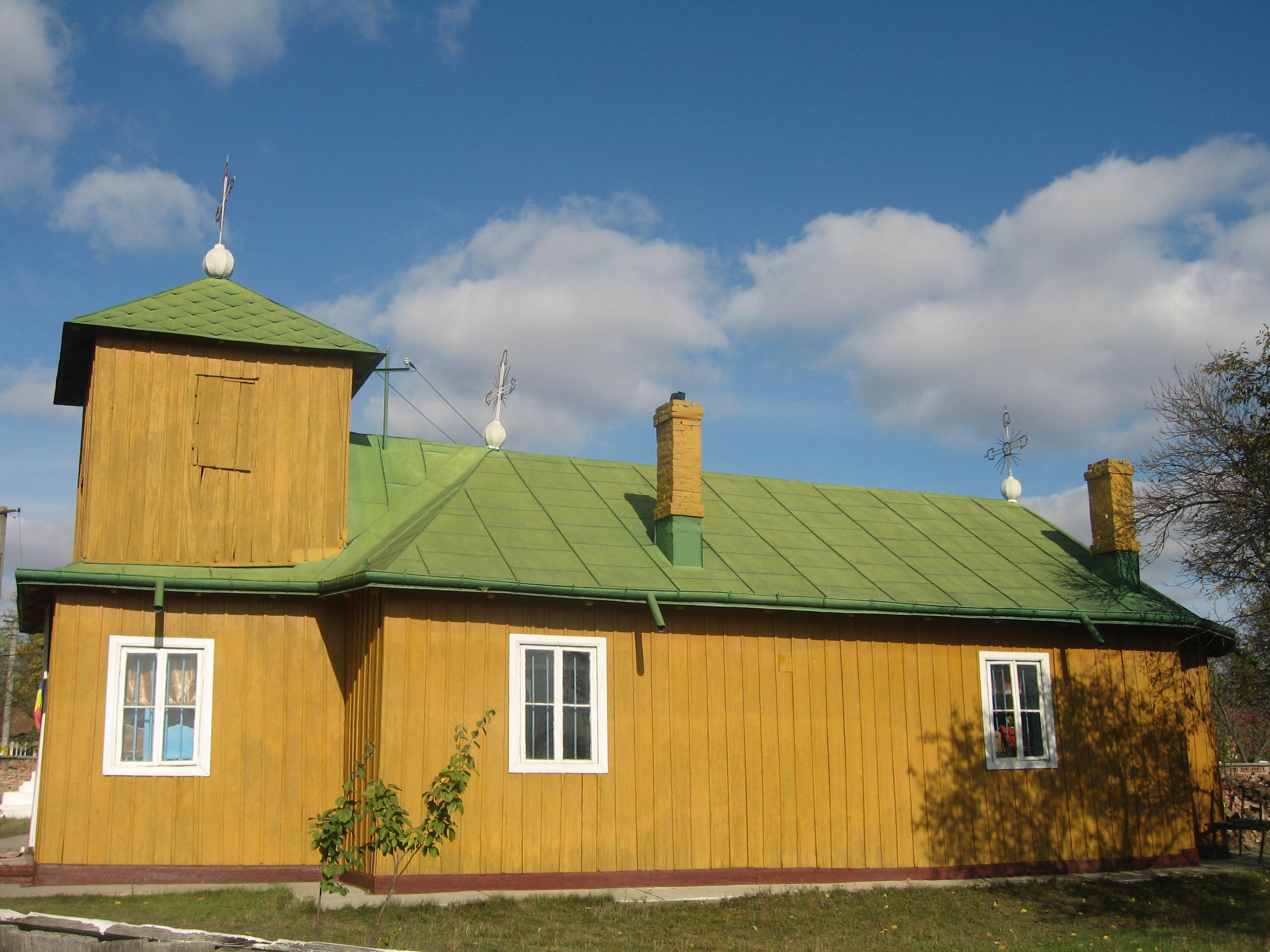
Biserica de lemn din Moreni.

Biserica de vălătuci cu hramul Sfântul Nicolae din Moreni a fost construită în anul 1830 în satul Moreni din comuna Prisăcani (aflată în județul Iași). Ea se află localizată în centrul satului.  
Biserica de vălătuci din Moreni a fost inclusă pe Lista monumentelor istorice din județul Iași din anul 2015, având codul de clasificare cod LMI IS-II-m-B-04206. 

## Istoric
Prima atestare a bisericii de vălătuci cu hramul "Sf. Nicolae" din Moreni este din anul 1750. Din cauza degradării acesteia, a fost necesară construcția unei noi biserici.
După cum este menționat în fondul arhivistic al Mitropoliei Moldovei, în anul 1839 s-a început construcția unei noi biserici de vălătuci și lemn în satul Moreni, fiind folosite materiale de la biserica veche. Construcția bisericii a fost finalizată în anul 1840, noul lăcaș de cult fiind sfințit de arhiereul Meletie Sardion, preot paroh fiind Nicolae Constantinescu.  Evidențele Ministerului Culturii indică anul 1830 ca an al construcției.
În curtea bisericii a fost ridicat un monument al eroilor locali, terminat cu o cruce, inaugurat la 22 decembrie 1990, precum și o troiță donată de familia Th. Andrieș.

## Arhitectura bisericii
Biserica de vălătuci din Moreni este construită în totalitate din furci de lemn si vălătuci, apoi fiind placată cu scânduri de brad vopsite în culoare galbenă. Inițial acoperită cu șindrilă, ea are astăzi învelitoare din tablă. 

## Imagini

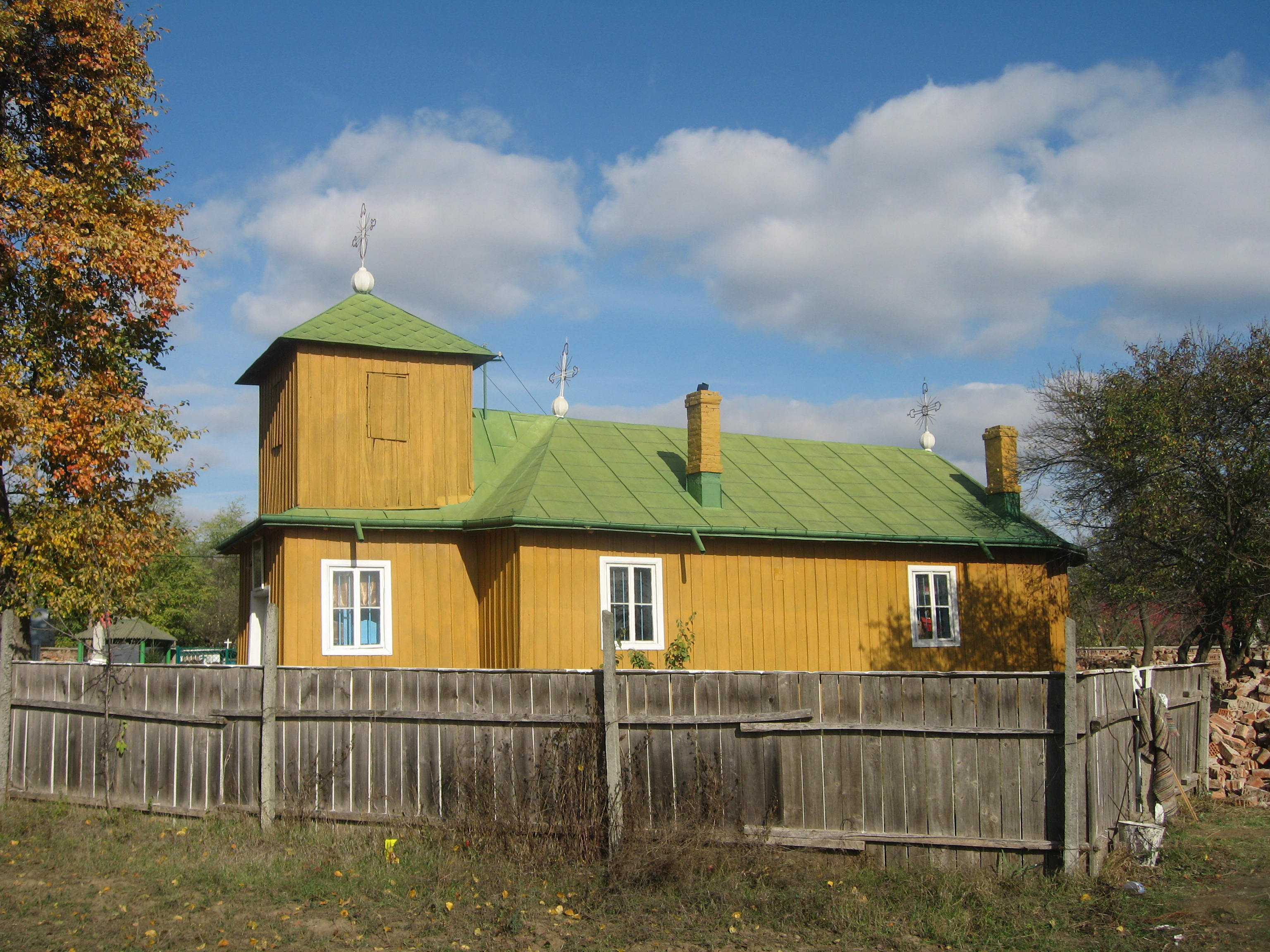
Vedere de pe latura sudică
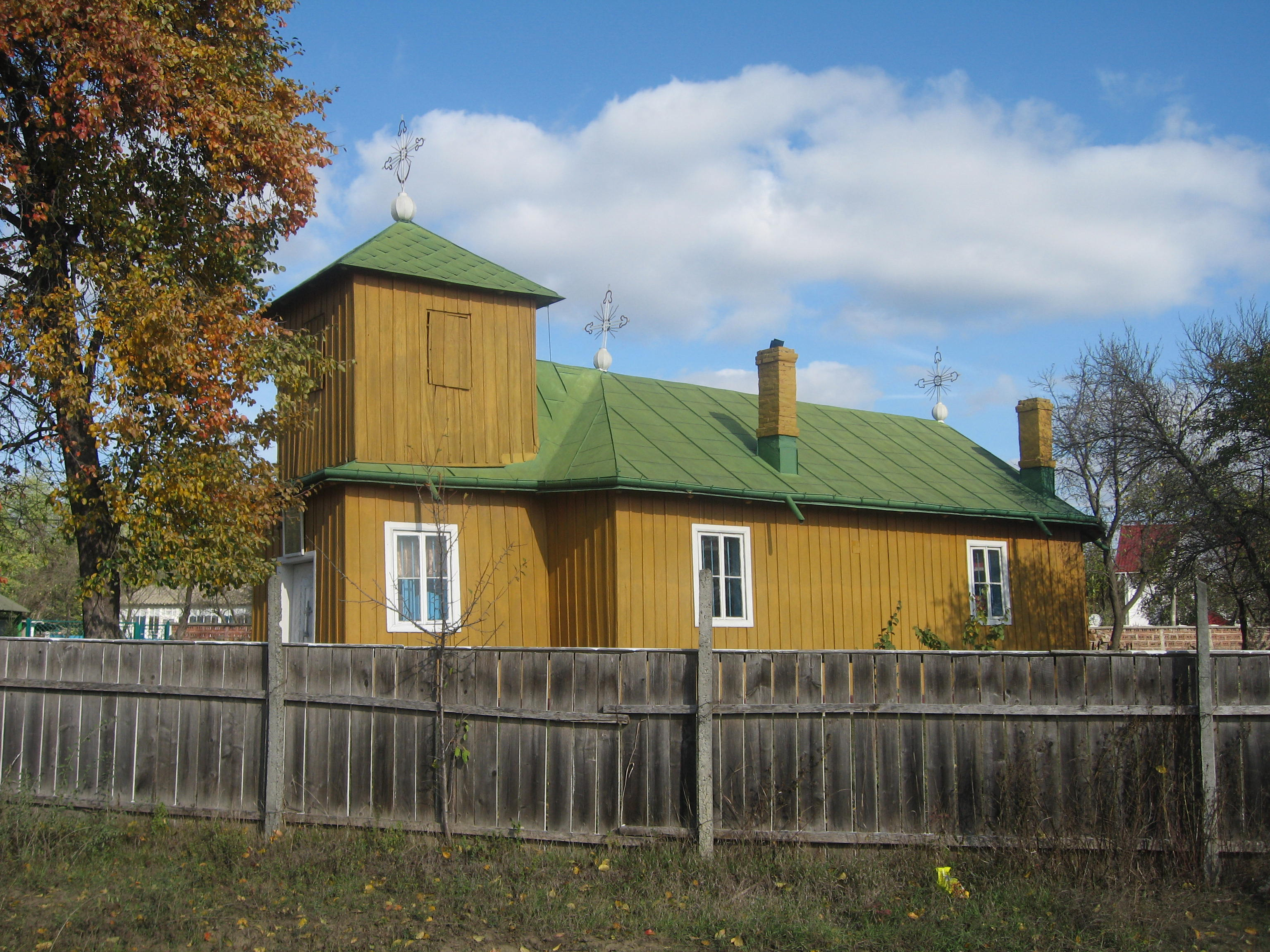
Vedere de pe latura sudică
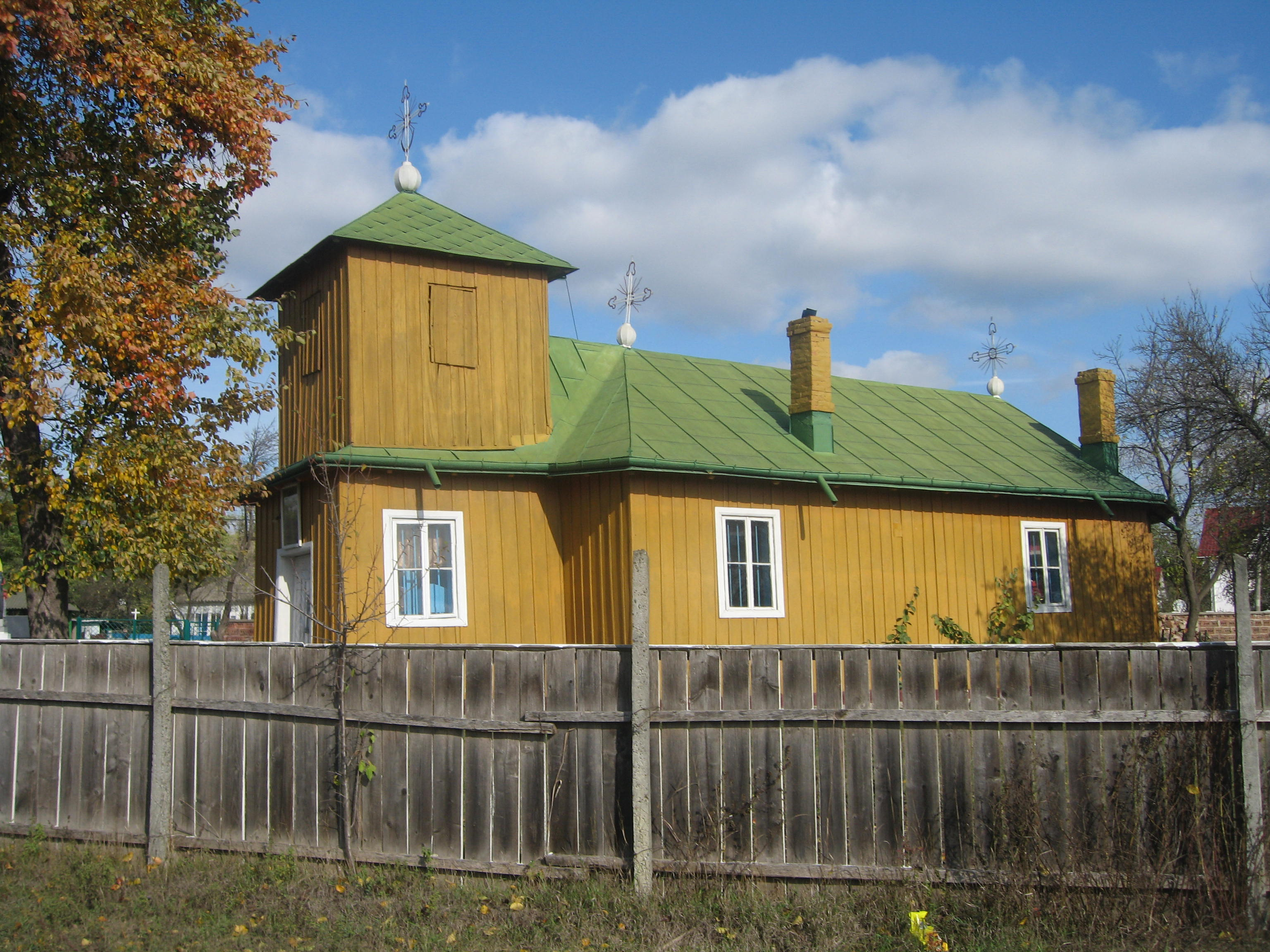
Vedere de pe latura sudică
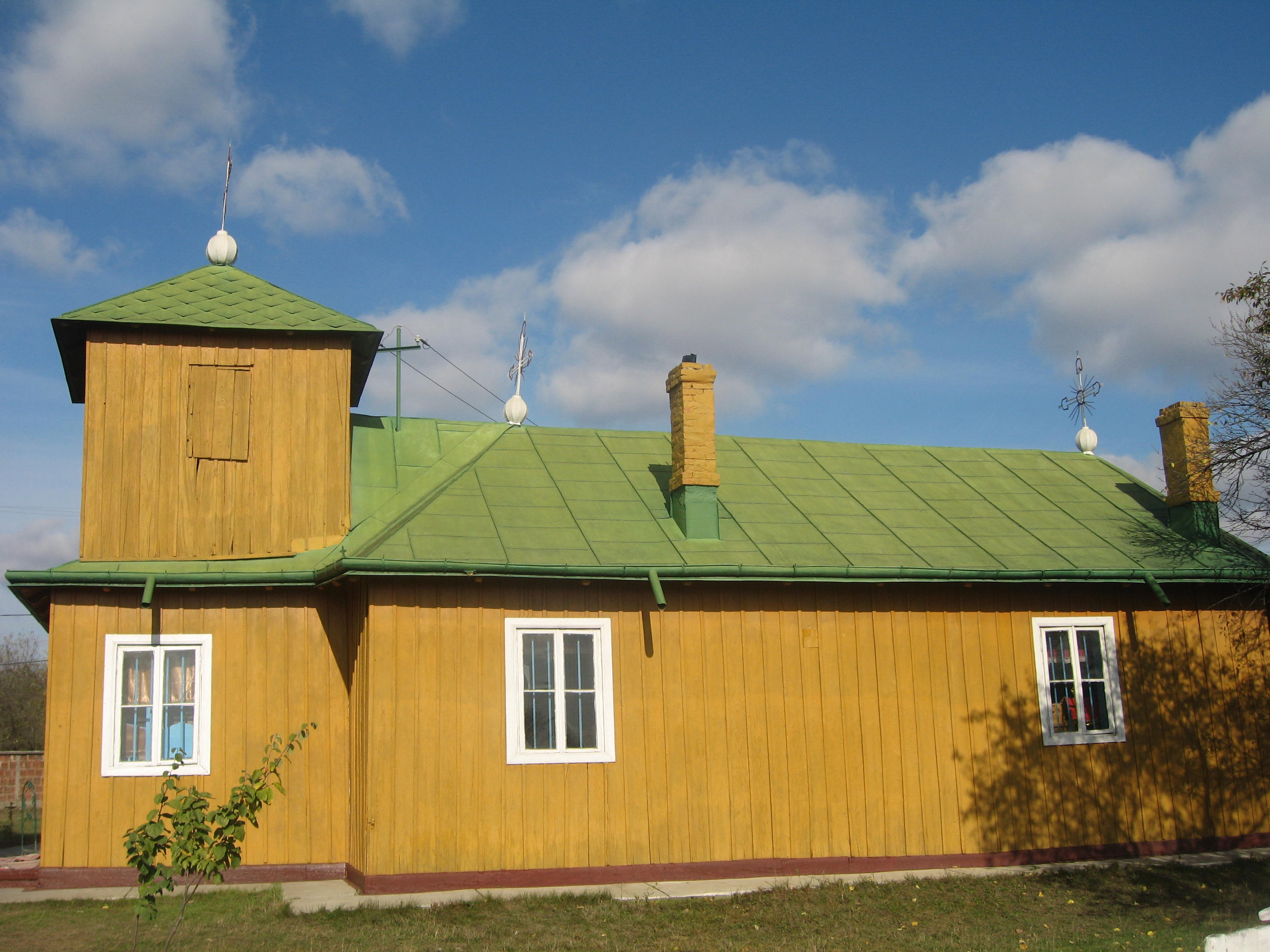
Vedere de pe latura sudică
Vedere din lateral
Vedere de ansamblu
Vedere din lateral
Vedere de ansamblu
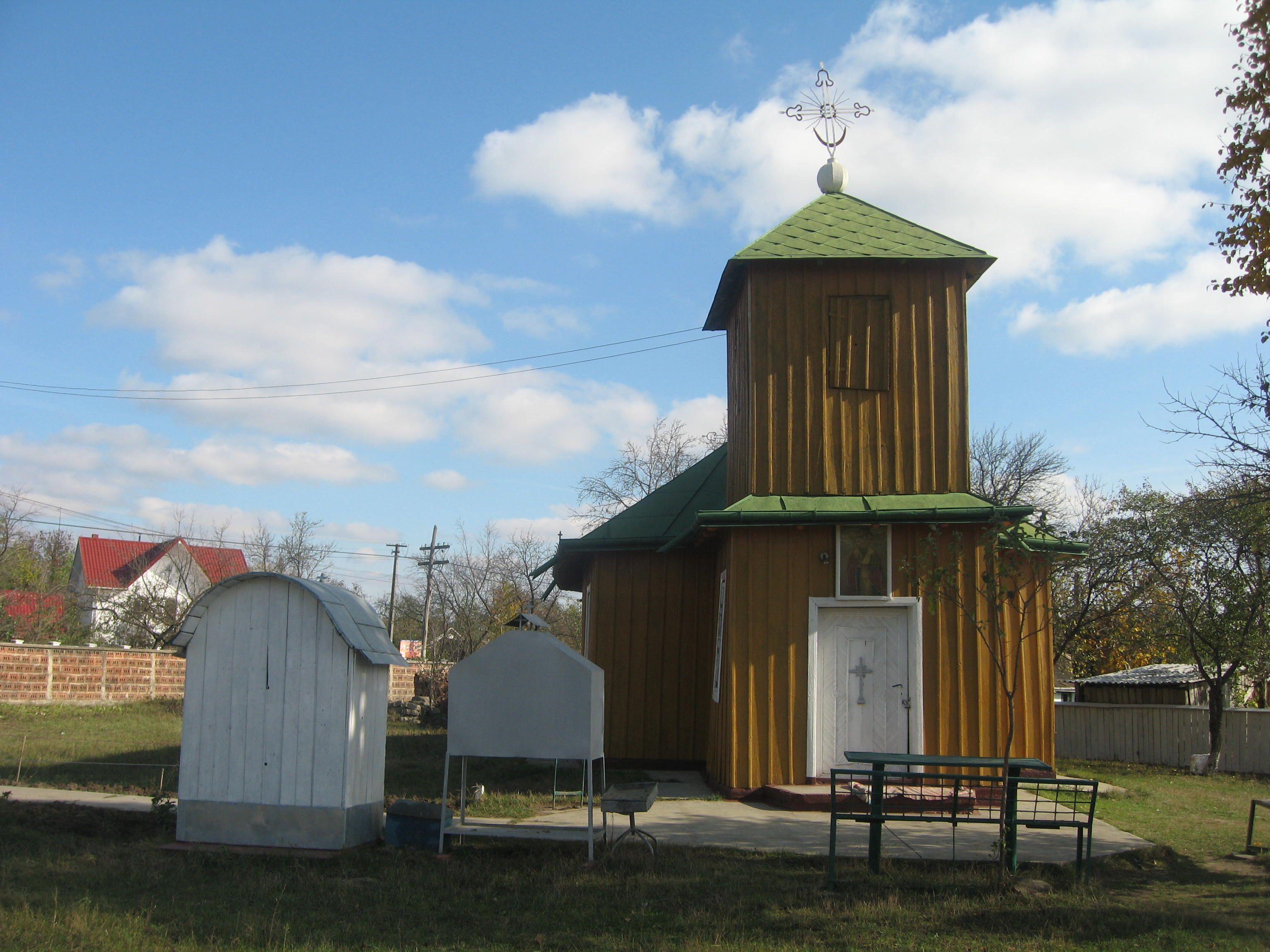
Vedere de pe latura de vest
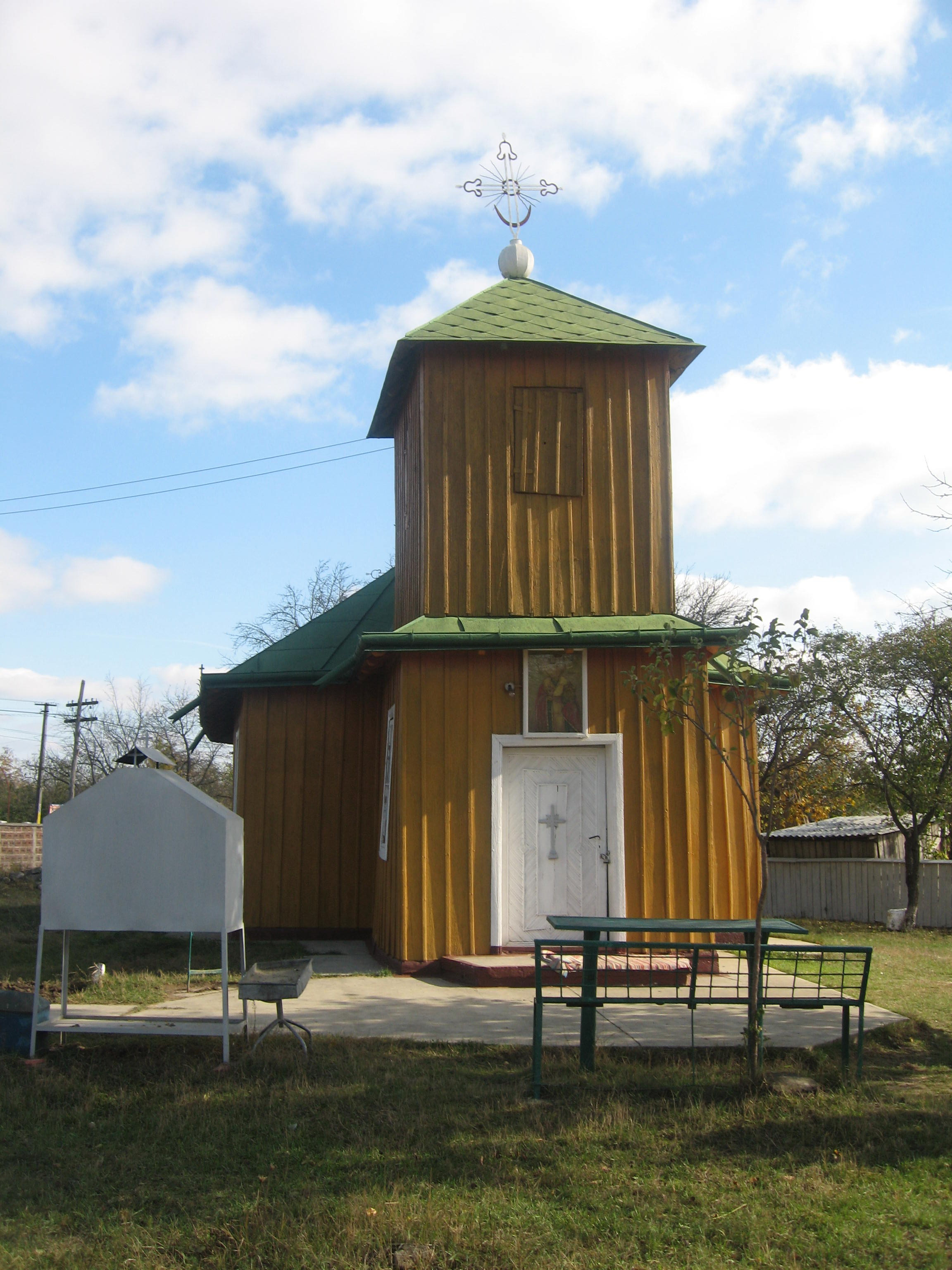
Vedere de pe latura de vest
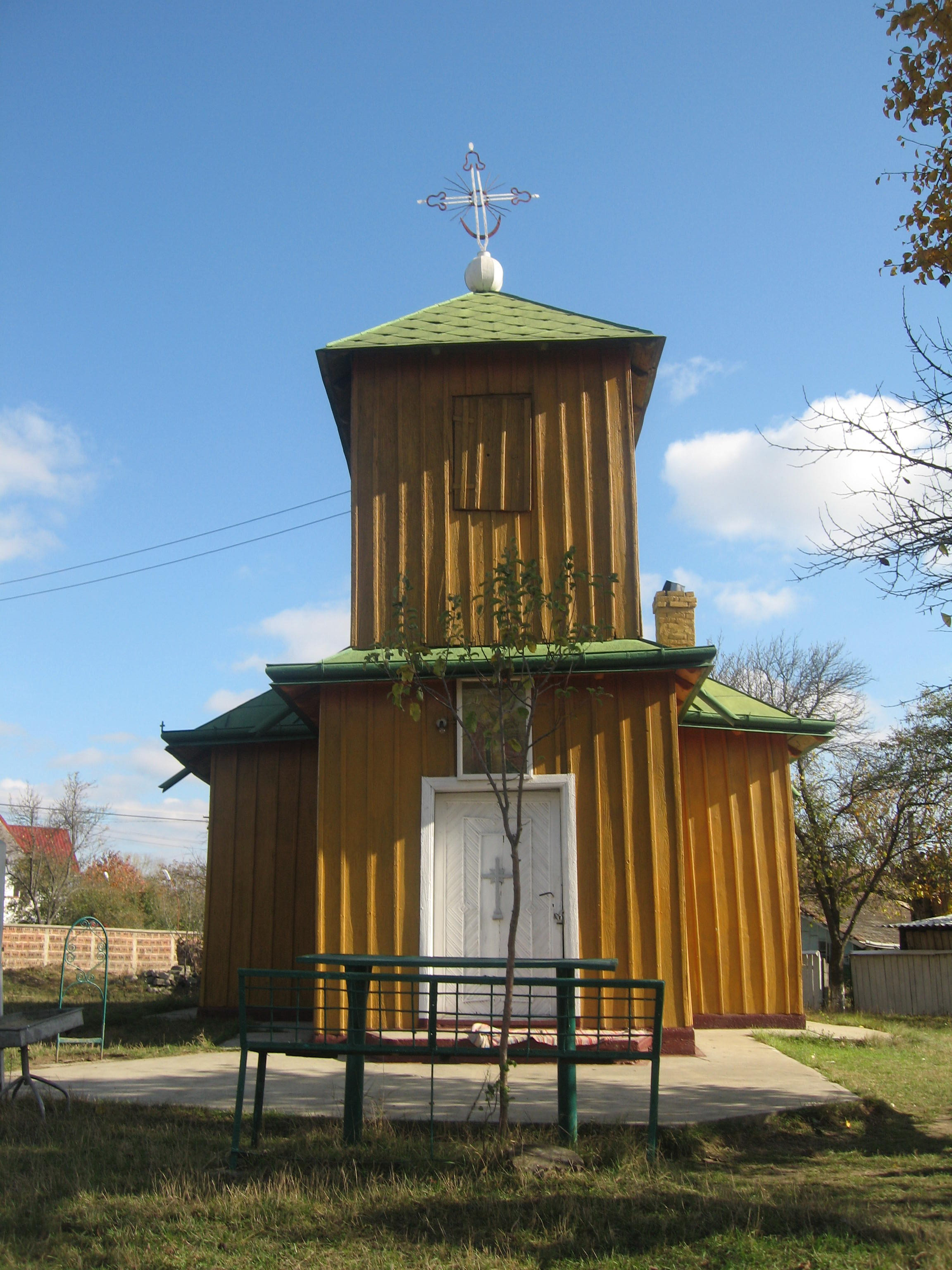
Vedere de pe latura de vest
Vedere din față
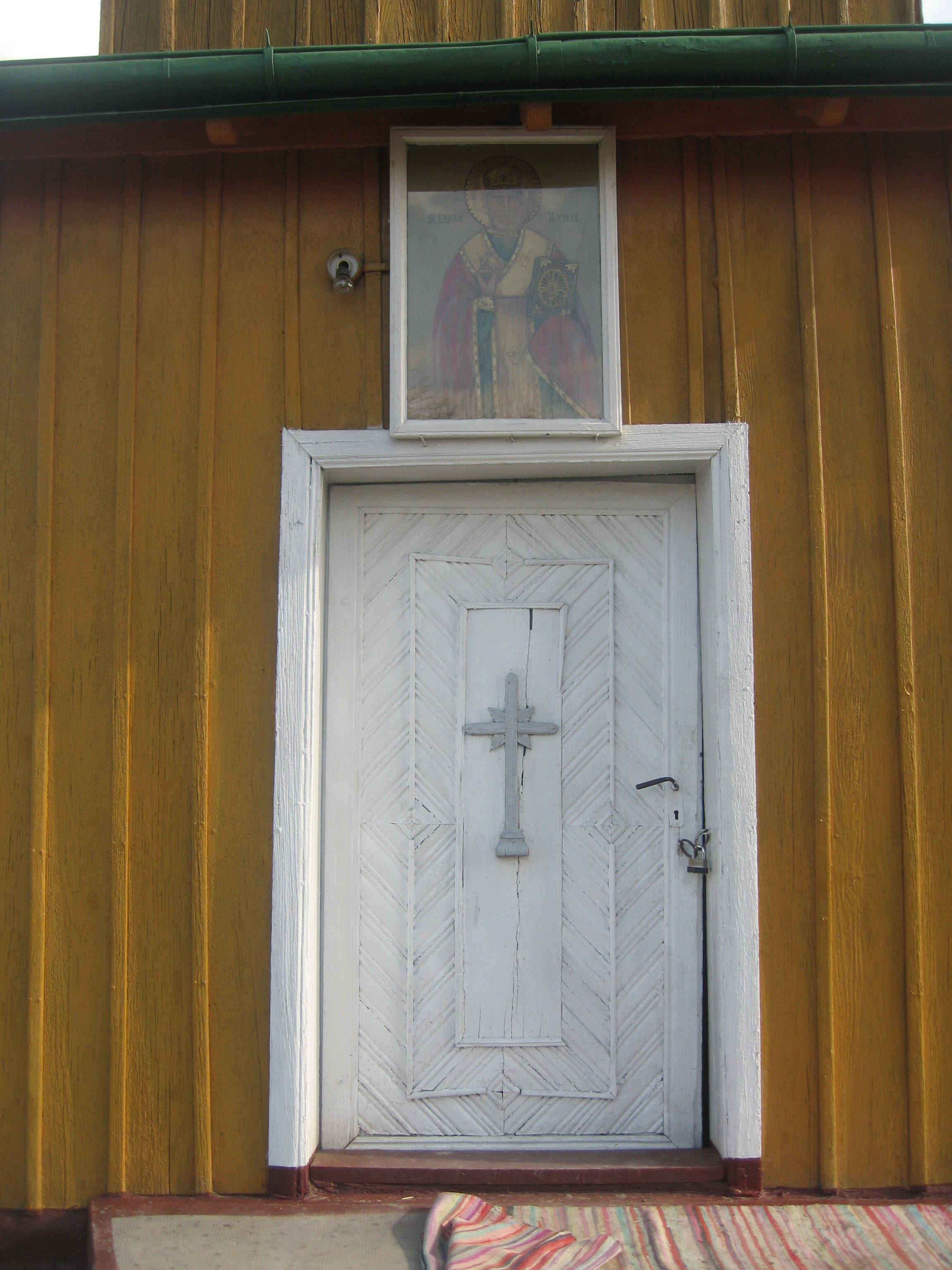
Portal de intrare
Portal de intrare
Icoana hramului
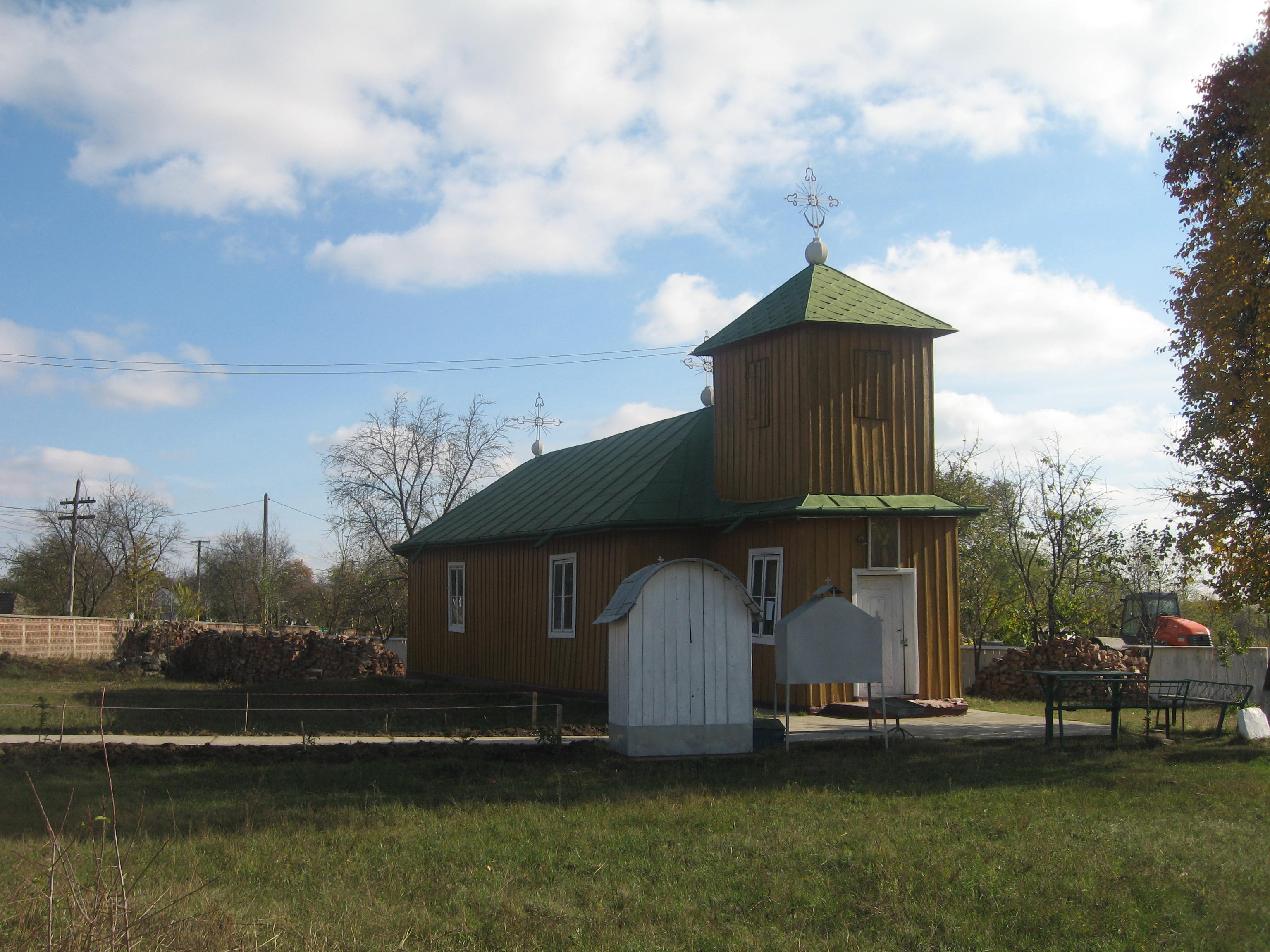
Vedere de pe latura de nord-vest
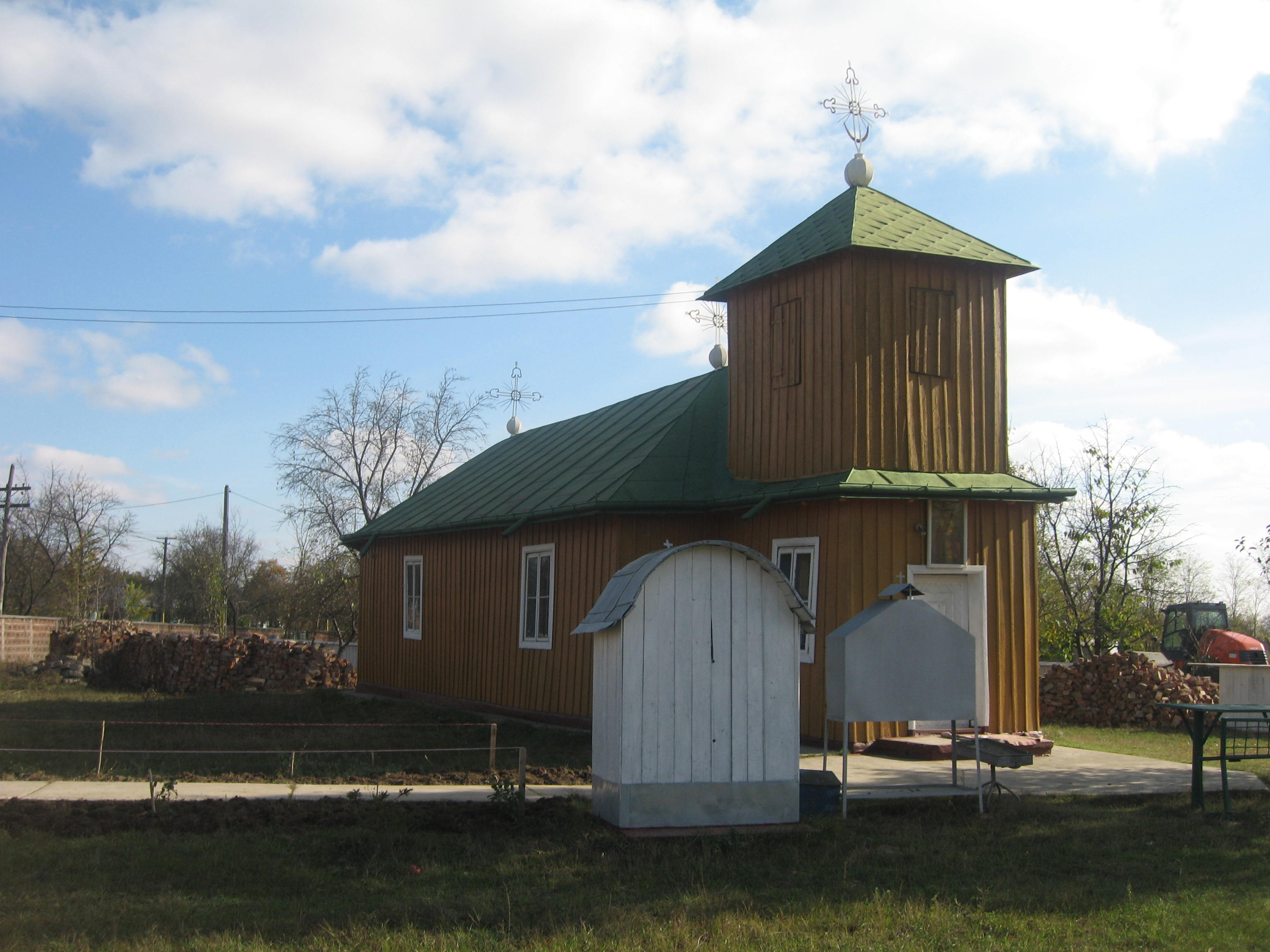
Vedere de pe latura de nord-vest
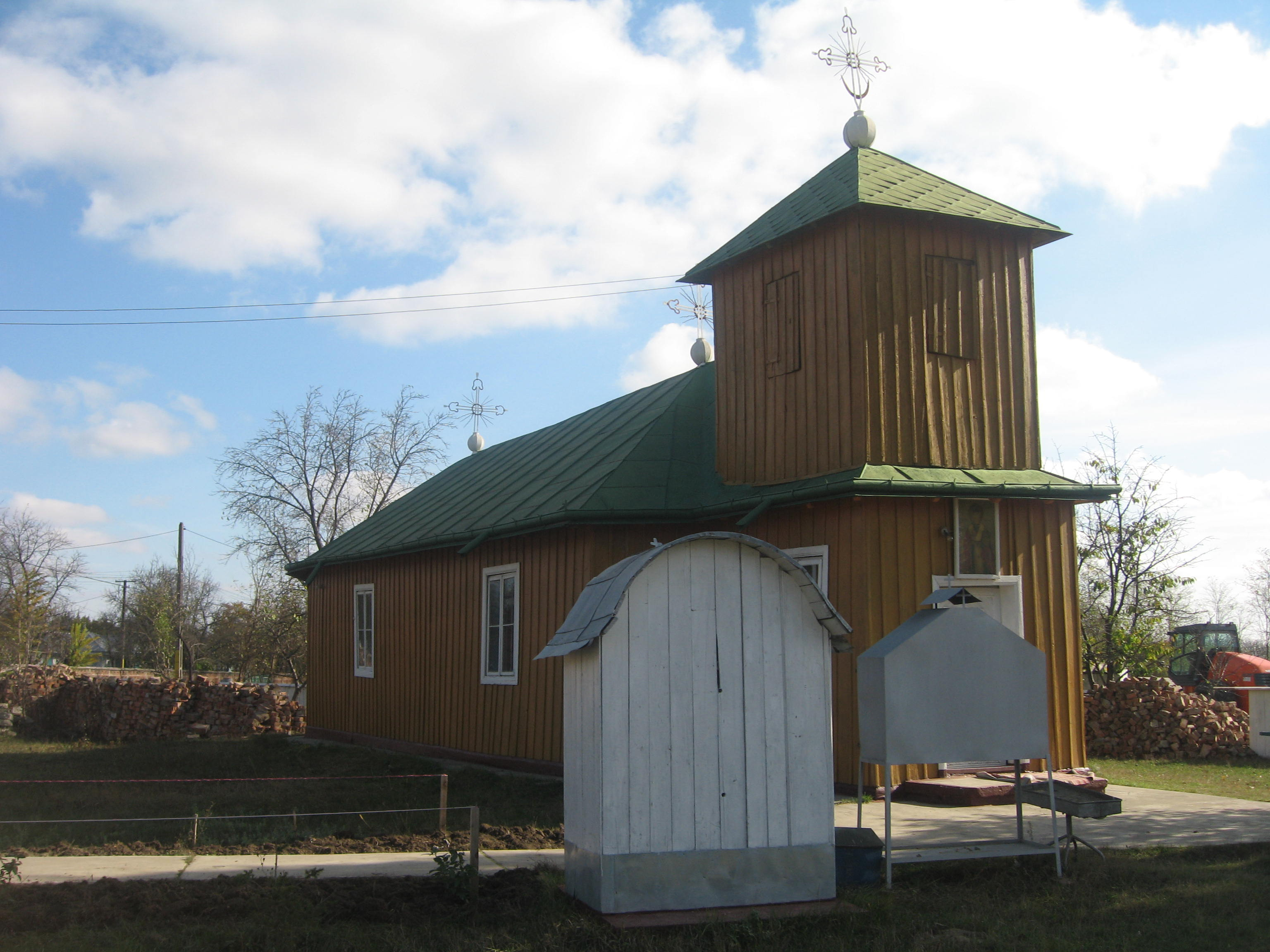
Vedere de pe latura de nord-vest
Vedere de ansamblu
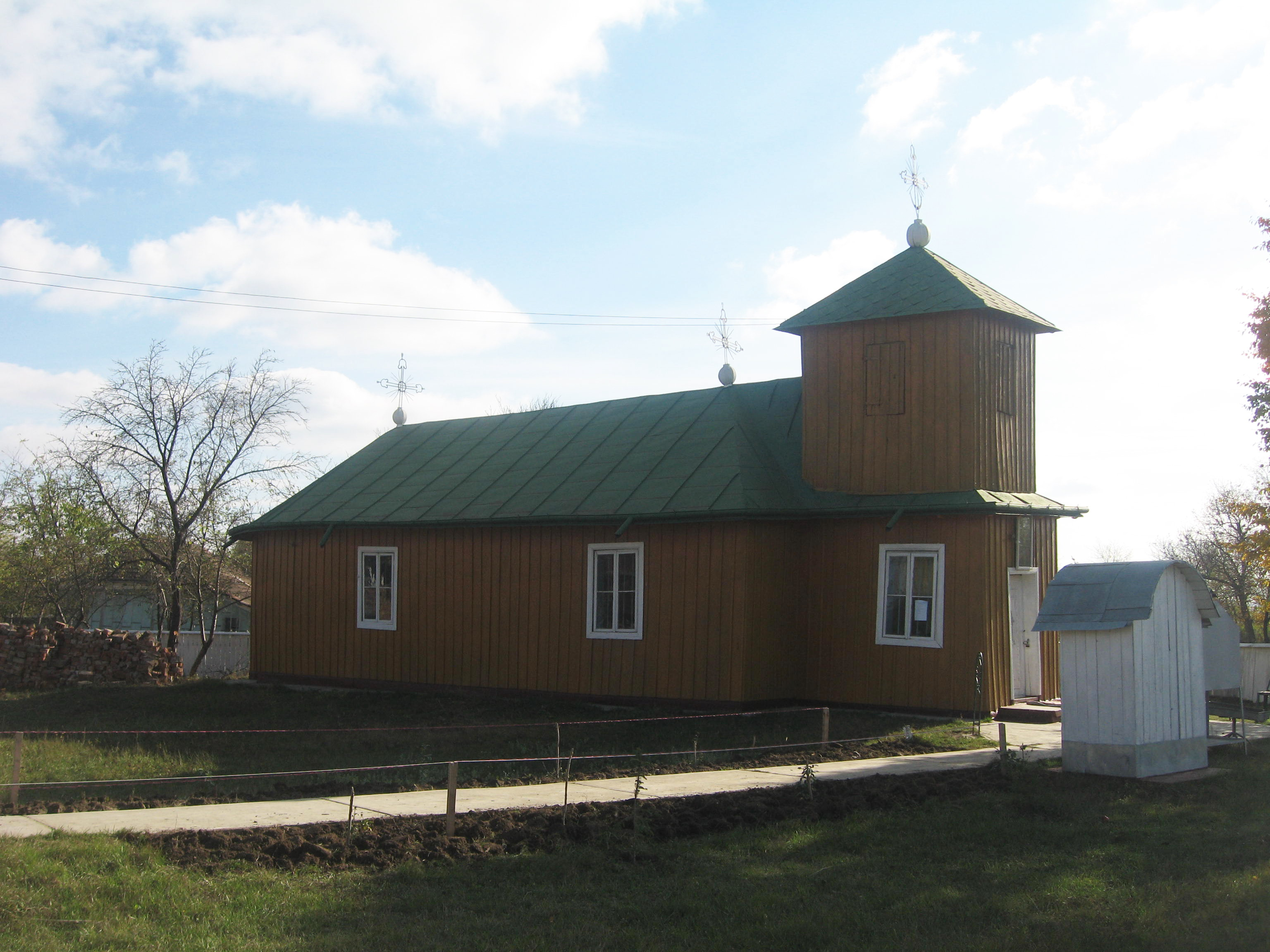
Vedere de pe latura de nord
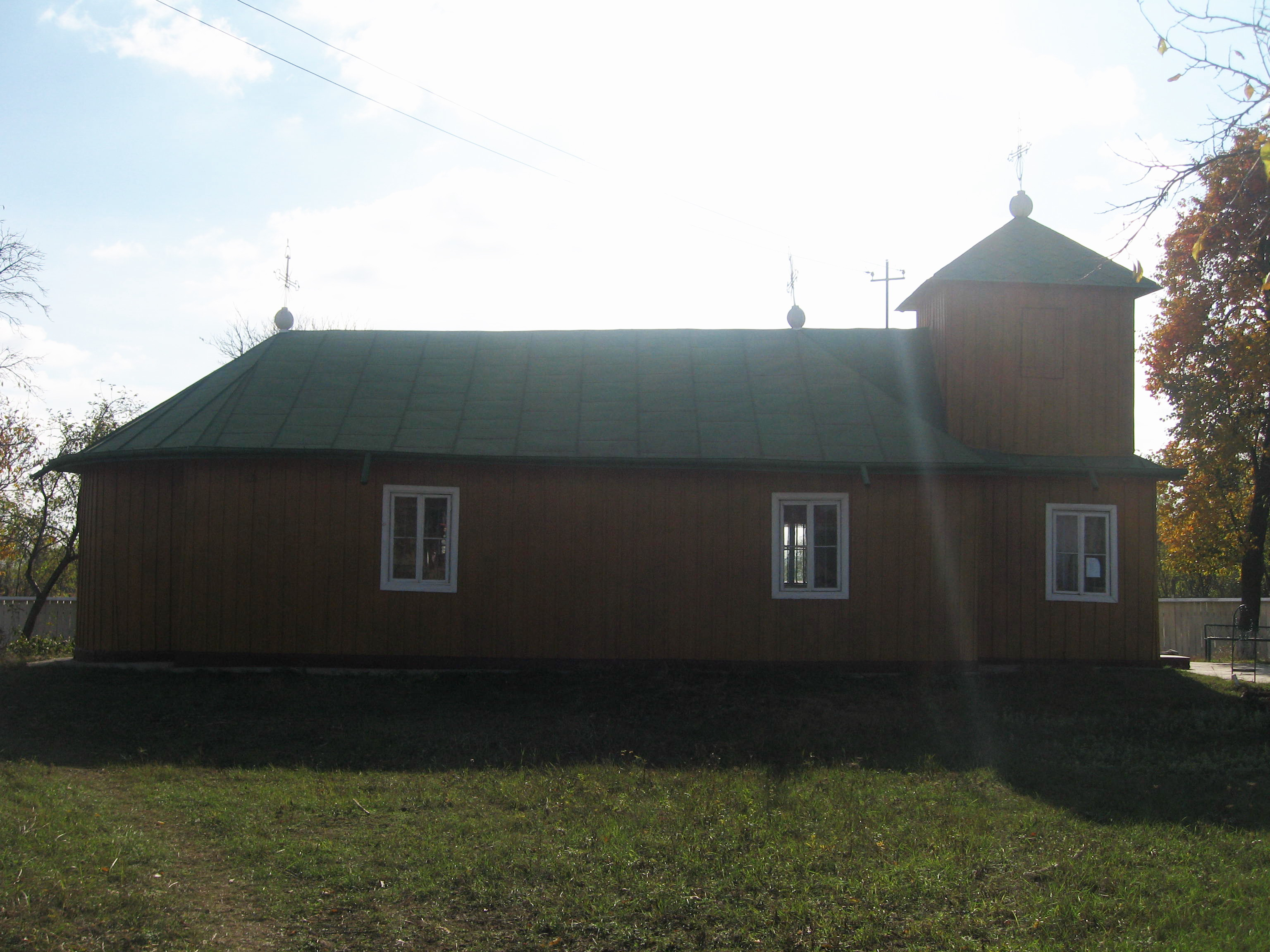
Vedere de pe latura de nord
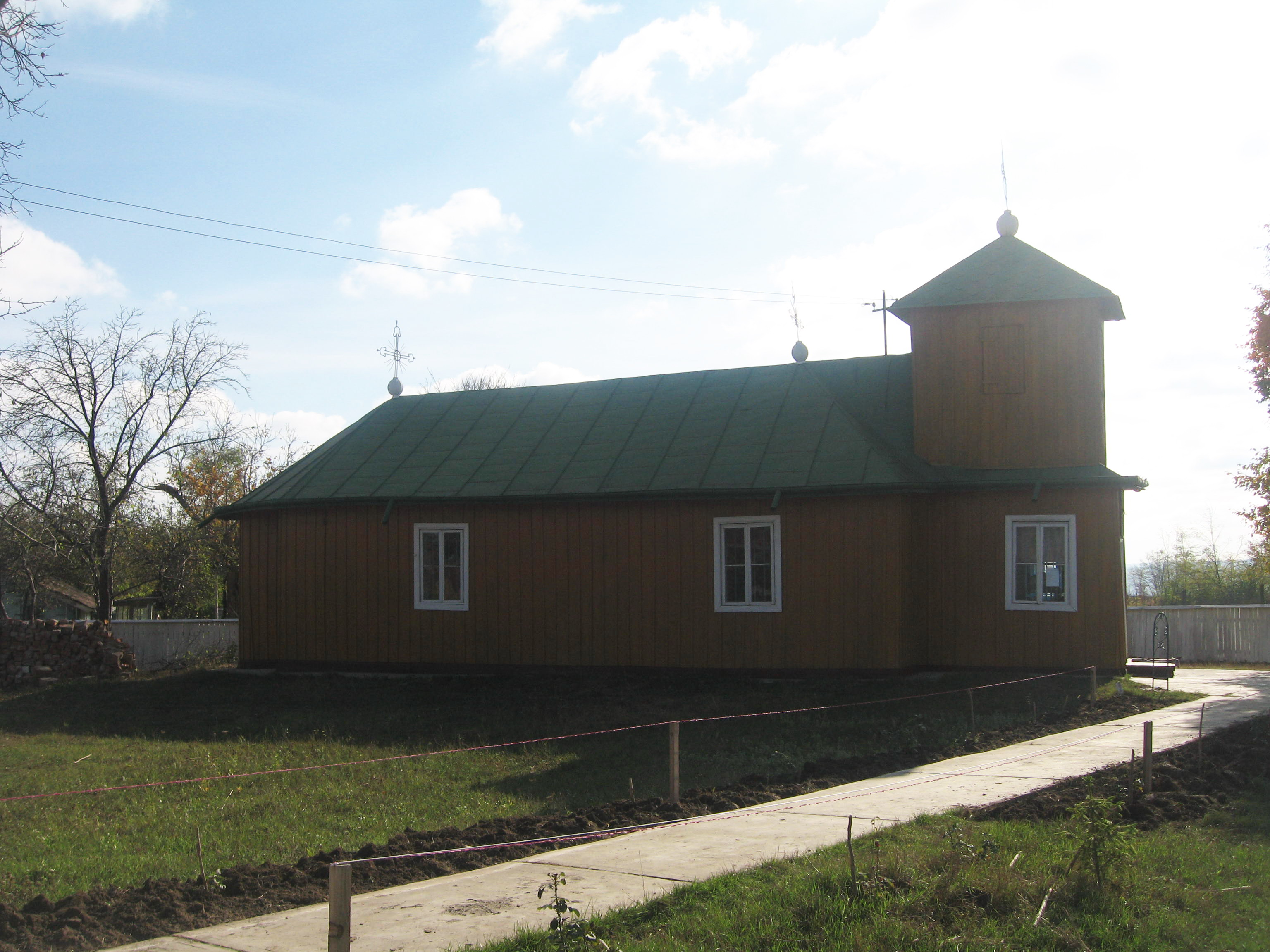
Vedere de pe latura de nord
Vedere din lateral
Biserica de lemn din Moreni
Absida altarului
Absida altarului
Absida altarului
Îmbinări
Fundația noii biserici
Fântâna
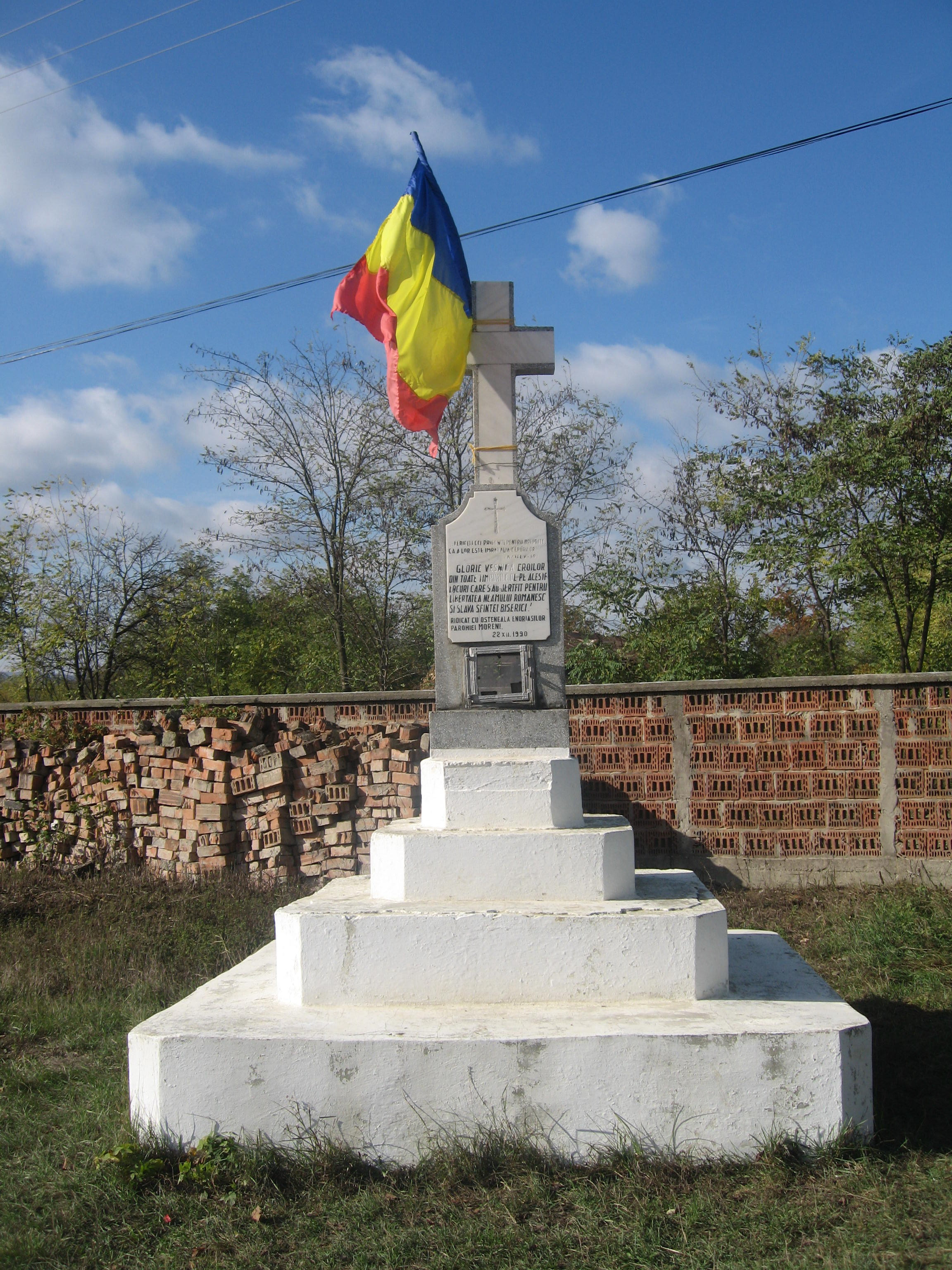
Monumentul eroilor locali, inaugurat la 22 decembrie 1990
Monumentul eroilor
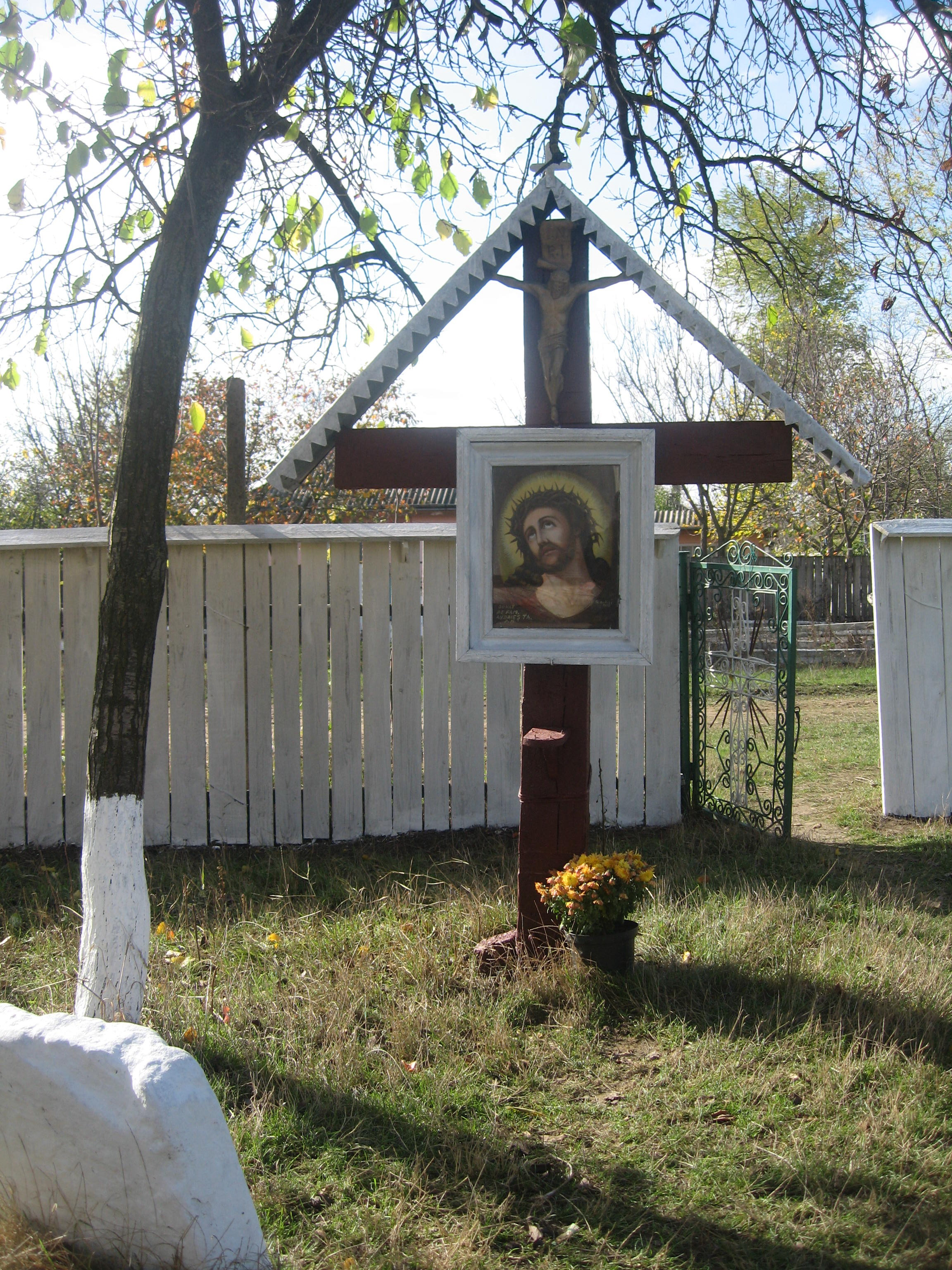
Troiță donată de familia Andrieș
Troiță
Troiță